# MacOS Sonoma
macOS Sonoma (wersja 14) – dwudzieste główne wydanie systemu operacyjnego z rodziny macOS (wcześniej OS X) firmy Apple dla komputerów typu Macintosh. Jest następcą systemu macOS Ventura.
W systemie macOS Sonoma przeprojektowano widżety (interaktywne miniaplikacje), które można umieszczać w obszarze pulpitu. Nowością stały się też narzędzia do wideokonferencji (możliwe jest umieszczenie osoby prowadzącej na tle prezentowanych treści). W przeglądarce Safari pojawiła się obsługa profilów użytkownika (pozwalających odseparować różne środowiska przeglądania), a także możliwość zapisywania serwisów jako aplikacji internetowych (w postaci ikon na pasku Dock). Udoskonalono tryb prywatny, wprowadzając usuwanie elementów śledzących z adresów internetowych. Kolejne zmiany dotyczą obsługi plików PDF, aplikacji Wiadomości (dopracowane wyszukiwanie) i funkcji autokorekty (automatyczne przewidywanie tekstu). Usprawniono portowanie aplikacji (w tym gier) z systemu Windows. Nowy tryb Gra pozwala zoptymalizować wykorzystanie zasobów podczas gamingu.
System macOS Sonoma został zaprezentowany na konferencji Worldwide Developers Conference (w skrócie WWDC), która miała miejsce 5 czerwca 2023 r. Pierwsza (prywatna) beta macOS Sonoma została udostępniona jeszcze tego samego dnia w ramach serwisu Apple Developer Center. Pierwsza publiczna beta ukazała się 12 lipca tegoż roku. Stabilna wersja systemu została opublikowana 26 września 2023 jako bezpłatna aktualizacja dla posiadaczy komputerów Apple.

## Wymagania techniczne
System macOS Sonoma może zostać zainstalowany na następujących urządzeniach:
- iMac (2019 r. lub nowszy)
- iMac Pro (2017 r. lub nowszy)
- MacBook Air (2018 r. lub nowszy)
- MacBook Pro (2018 r. lub nowszy)
- Mac Mini (2018 r. lub nowszy)
- Mac Pro (2019 r. lub nowszy)
- Mac Studio (2022 r. lub nowszy)